# Salvada
Salvada est une ancienne paroisse civile portugaise (en portugais : freguesia) de la municipalité de Beja dans le district du même nom en Alentejo.
La loi no 11-A/2013 du 28 janvier 2013, portant réorganisation administrative du territoire des freguesias, fusionne Salvada avec la paroisse voisine de Quintos pour former l’União das freguesias de Salvada e Quintos (dont le siège est à Salvada).